# Guavatá
Guavatá è un comune della Colombia facente parte del dipartimento di Santander.
L'abitato venne fondato nel 1542.